# Ngũ Thái
Ngũ Thái là một xã thuộc thị xã Thuận Thành, tỉnh Bắc Ninh, Việt Nam.

## Địa lý
Xã Ngũ Thái nằm ở phía nam thị xã Thuận Thành, có vị trí địa lý:
- Phía bắc giáp phường Hà Mãn
- Phía tây giáp phường Xuân Lâm và xã Song Liễu
- Phía nam giáp tỉnh Hưng Yên
- Phía đông giáp xã Nguyệt Đức.

Xã Ngũ Thái có diện tích 6,23 km², dân số năm 1999 là 6815 người, mật độ dân số đạt 1.094 người/km².

## Hành chính
Xã Ngũ Thái gồm 5 thôn là: Đồng Ngư, Liễu Ngạn, Cửu Yên, Tứ Kỳ (làng Cờ), Bùi Xá (làng Bùi).
Tỉnh lộ 283 chạy qua các thôn Đồng Ngư, Cửu Yên. Sông Dâu (sông Đậu) chảy cắt ngang qua xã chia cắt xã làm hai phần: phần phía Bắc sông gồm các thôn Đồng Ngư, Cửu Yên; phần phía Nam sông gồm các thôn là Liễu Ngạn, Tứ Kỳ và Bùi Xá.

## Kinh tế - xã hội
Ngũ Thái là một xã có cơ cấu nông nghiệp là chủ lực. Bên cạnh đó còn có nghề thợ xây dựng, lao động trẻ tuổi làm tại các khu công nghiệp tại các xã, huyện lân cận.
Rối nước ở thôn Đồng Ngư đã có từ hàng ngàn năm. Hễ cứ là dân ở đây thì ai cũng đều thuộc lòng các tích trò dân gian hay chí ít cũng biết đến một vài công đoạn của việc múa rối nước..